# Apamea columbiae
Apamea columbiae är en fjärilsart som beskrevs av Embrik Strand 1921. Apamea columbiae ingår i släktet Apamea och familjen nattflyn. Inga underarter finns listade i Catalogue of Life.